# Zmaj (zviježđe)
Zmaj (lat. Draco) je zviježđe sjeverne polutke. Jedno je od 88 modernih i 48 izvornih Ptolemejevih konstelacija. Ovo široko zviježđe sjevernog neba obavija se oko Malog medvjeda. Predstavlja zmaja koji je u grčkoj mitologiji čuvao zlatne jabuke Atlasove kćerke Hesperidete i kojeg je ubio Herkul. Na nebu, Herkul je prikazan kako stoji jednom nogom na zmajevoj glavi. Unatoč njegovoj veličini, ovo zviježđe nema istaknutih zvijezda. Najsjajnija zvijezda je (γ)    Zmaja. Ona zajedno s β, ν, i ξ (ksi) Zmaja čini romboidni oblik koji predstavlja zmajevu glavu. Zviježđe je poznato uglavnom po njegovim dvojnim zvijezdama.

## Vanjske poveznice
- The Deep Photographic Guide to the Constellations: Draco